# 洗礼者聖ヨハネの首を持つサロメ (クラナッハ)
『洗礼者聖ヨハネの首を持つサロメ』（せんれいしゃせいヨハネのくびをもつサロメ、洪: Salome Keresztelő Szent János fejével、英: Salome with the Head of Saint John the Baptist）は、ドイツ・ルネサンス期の画家ルーカス・クラナッハ (父) が1530年代に菩提樹板上に油彩で制作した絵画で、ブダペスト国立西洋美術館に所蔵されている。ヨーロッパ絵画で繰り返し取り上げられ、クラナッハも度々取り上げた洗礼者聖ヨハネの首を持つサロメの姿を描いている。なお、ブダペスト国立西洋美術館は、もう1点の同主題も所蔵している。

## 作品
『新約聖書』の「マタイによる福音書」 (14章1-12)、「マルコによる福音書」 (6章14-29)、「ルカによる福音書」 (3章19-20、9章7-9) によれば、洗礼者聖ヨハネは、権勢を誇ったヘロデ王が弟の妻ヘロディアと罪深き結婚したことを批判したために投獄された。ヘロデ王はヨハネを聖人と考えていたため殺すことまではしなかったが、妻のヘロディアはヨハネを憎んでいたため殺そうと考えていた。
ヘロデ王の誕生日のことであった。ヘロディアの娘であり、ヘロデ王の継娘 (後にサロメと同一視された) が魅惑的に踊って、大喝采を浴びる。ヘロデ王が人々の前でサロメに褒美として望むものを何でも与えるというと、母のヘロディアはサロメにヨハネの首を望むようにそそのかす。ヘロデ王は困惑したが、約束をしたために断れず、ヨハネは首をはねられることとなった。
本作は、ほぼ同時期に制作された『ホロフェルネスの首を持つユディト』 (美術史美術館、ウィーン) とサイズや内容の点できわめて近い関係にある。わけても、切断された頭部の形態において、両作品は際立った類縁関係を持つ。しかし、本作は、賢明さによって強敵を打ち負かしたユディトのような「美徳」のヒロインを賛美するイメージではない。
若く麗しい女性があどけなく、同時に艶めかしく鑑賞者に微笑みかけている。その表情は、皿に載った髭の濃い男性ヨハネの切断された頭部とは不気味な対照をなす。クラナッハはサロメのエロティックで官能的な魅惑を強調し、鑑賞者を誘うとともに警告を発している。この点で、本作は、画家のその他の多くの絵画と比較されうる。すなわち、絵画は支配者たちに自らの過ちを戒めさせるばかりでなく、あらゆる男たちに「女のたくらみ」を警告しているのである。

## ギャラリー

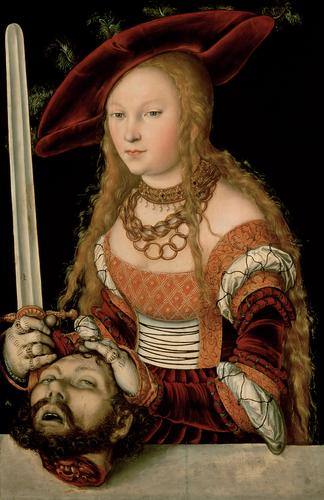
ルーカス・クラナッハ『ホロフェルネスの首を持つユディト』、(1530年ごろ)、美術史美術館、ウィーン
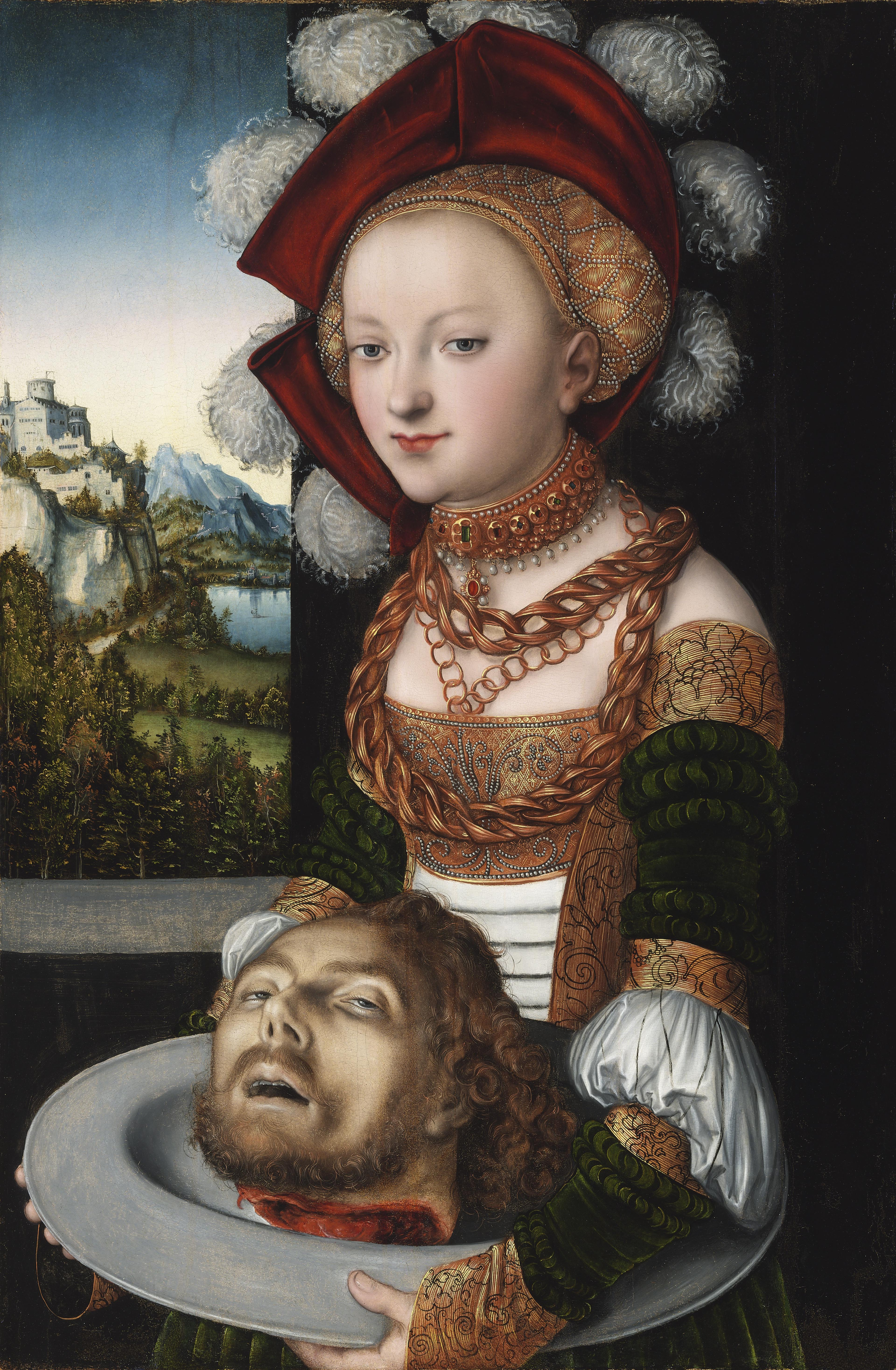
ルーカス・クラナッハ『洗礼者聖ヨハネの首を持つサロメ』、(1530年代)、ブダペスト国立西洋美術館
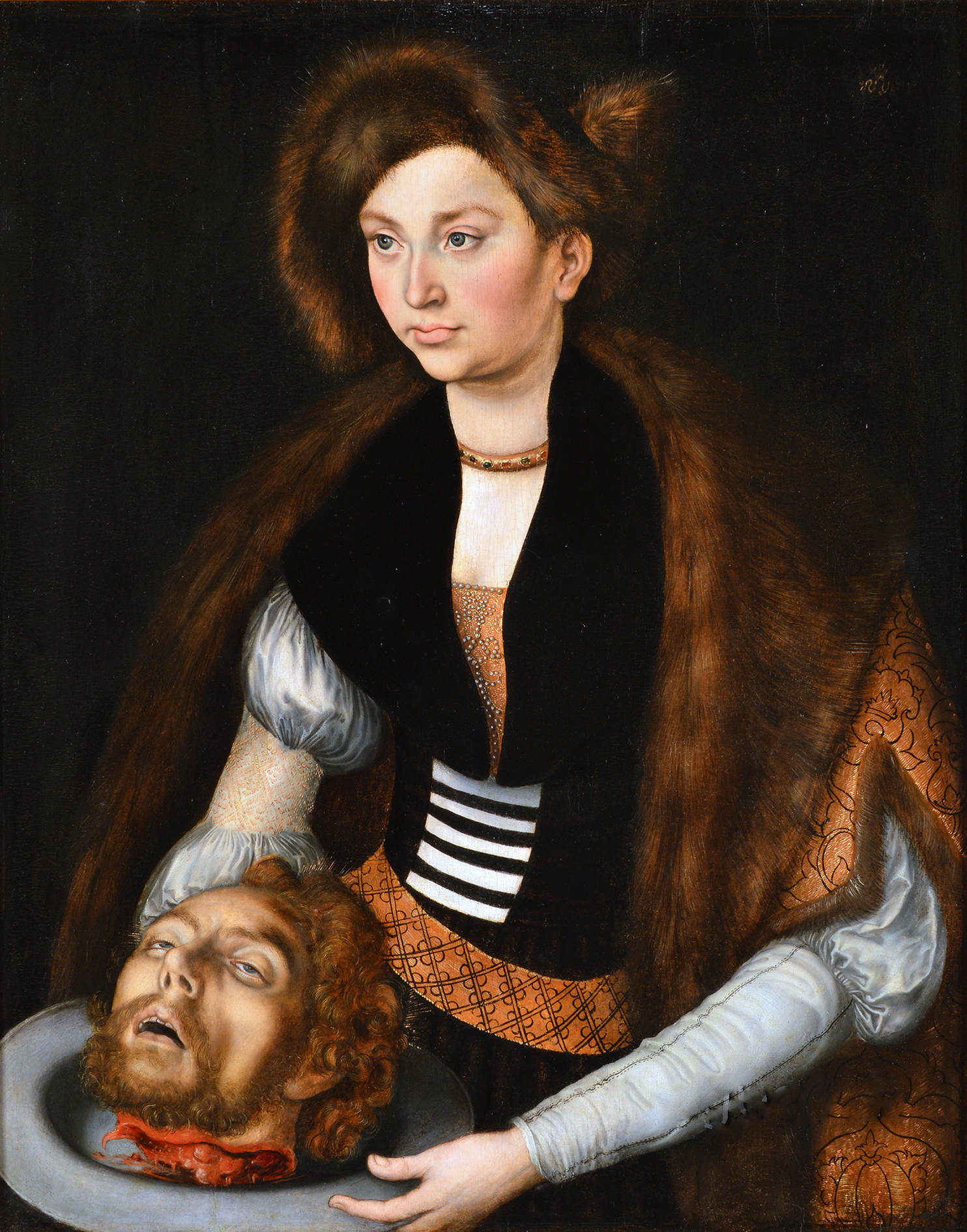
ルーカス・クラナッハ『洗礼者聖ヨハネの首を持つサロメ』、(1508-1537年ごろ)、国立古美術館、リスボン
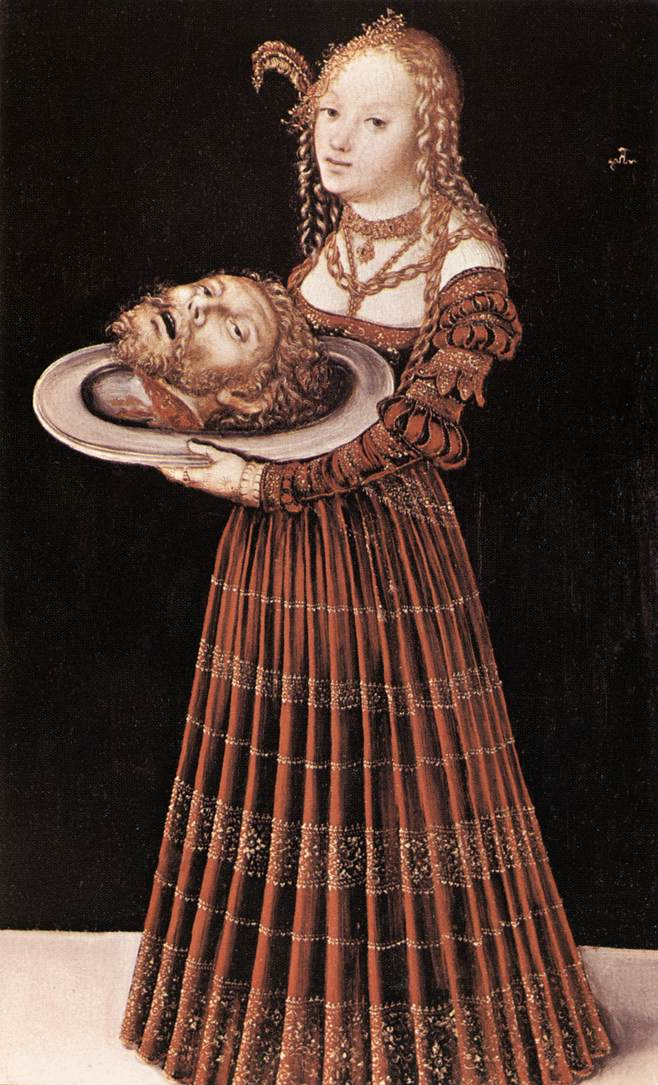
ルーカス・クラナッハ『洗礼者聖ヨハネの首を持つサロメ』、(16世紀前半)、ボブ・ジョーンズ大学美術館（英語版）、グリーンビル (サウスカロライナ州)